# Dango
Pour les articles homonymes, voir Dango (Burkina Faso).
Le dango (団子) ou odango est une boulette faite à base de mochi, une pâte de riz gluant et d'eau. Elle est souvent servie avec du thé vert. Les dango sont mangées toute l'année, mais il y a des variétés (goût, forme) correspondant à certaines saisons et à certaines régions du Japon. On les mange le plus souvent en brochette de trois ou quatre dango. 
Une variété de dango de l'île de Hokkaidō est faite avec de la farine de pomme de terre et cuite avec du shoyu (sauce de soja).

## Variantes

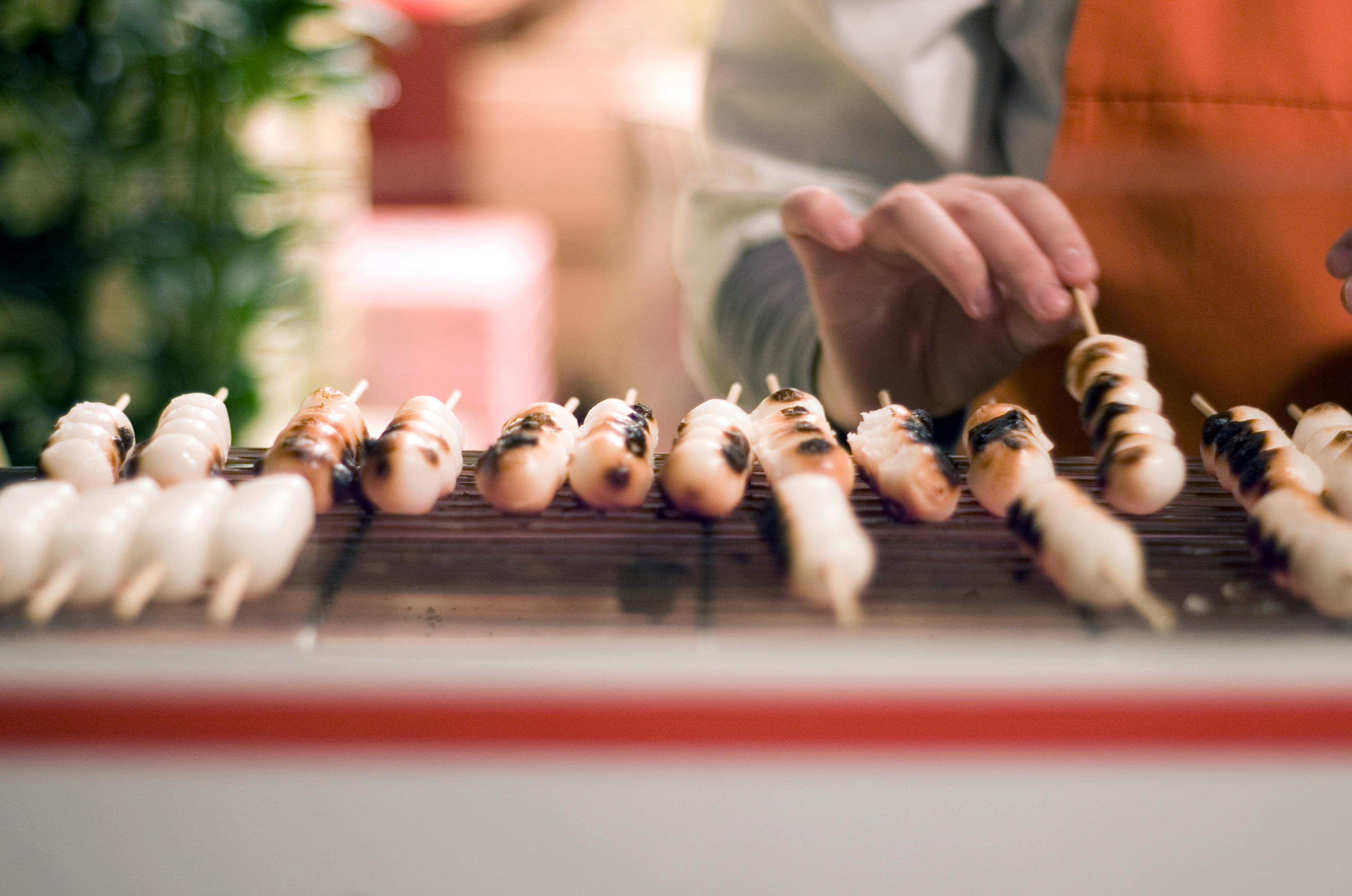
Dango d'un vendeur ambulant.

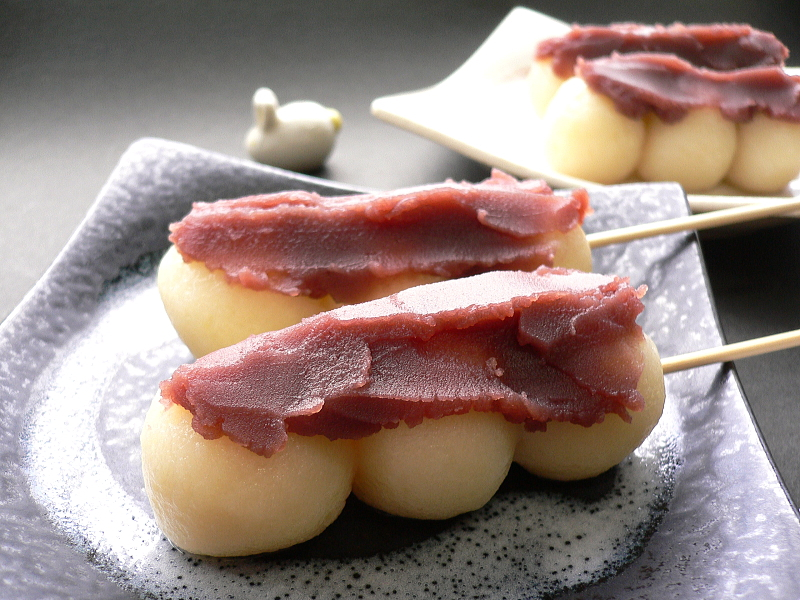
Dango avec de lanko tartiné dessus.

Il y a beaucoup de variantes de dango ; le plus souvent, leurs noms viennent des ingrédients avec lesquels on les prépare ou les sert :
- an-dango : faite avec de l'anko, la pâte de haricot rouge. An-dango est la variété la plus populaire au Japon ;
- botchan dango : trois dango, trois couleurs ;
- chadango : dango aromatisé au thé vert[2] ;
- chichi dango : légèrement sucrée, souvent mangée pour le dessert ;
- kinako dango : faite avec la poudre de soja grillé kinako ;
- kushi dango : dango sur une brochette ;
- mitarashi-dango : avec un sirop fait avec du shoyu (sauce de soja), du sucre et de l'amidon ;
- teriyaki dango : dango sur une brochette et arrosée de sauce teriyaki.
- tsukimi dango (月見団子?) : dango de la fête de la mi-automne.

## Termes dérivés
Un proverbe japonais connu, Hana yori dango (花より団子, littéralement « des boulettes plutôt que des fleurs »), exprime une préférence pour les choses pratiques et non esthétiques.
Dango est un terme international utilisé par les joueurs de go pour parler d'un amas de pierres inefficace et ressemblant à des boulettes.
Une coupe de cheveux consistant en des chignons ressemblant à des dango sur les côtés s'appelle également odango, en référence à ce dessert.

## Dans la culture populaire
En 1999 est sortie une chanson appelée Dango san kyōdai (« Les trois frères dango »). Avec un jeu de mots, la chanson étant un tango. Le single vendit plus de 2,9 millions d'exemplaires, le faisant 4e CD le plus vendu du Japon dans la période allant de 1968 à 2006.[réf. nécessaire]
Dans la série télévisée Otoko wa tsurai yo, la famille du personnage principal, Kuruma Toraijirō (Tora-san) tient un petit commerce de dango à Shibamata, Katsushika, Tokyo.
Les dango ont même été personnifiés avec Clannad, un anime dont le générique de fin est Dango daikazoku, « la grande famille des dango ». Les petits personnages très mignons ont fait grimper la popularité des dango au Japon[réf. souhaitée].
Il existe aussi le manga Hana yori dango adapté en anime puis en drama qui ont tous les deux fait fureur au Japon lors de la parution en 1992, et de la diffusion respectivement en 1996 puis en 2005.
Il s'agit du plat préféré d'Anko Mitarashi, une kunoichi du manga Naruto. Le nom et prénom du personnage y faisant référence.